# Коновер (Северна Каролина)
Коновер (енгл. Conover) град је у америчкој савезној држави Северна Каролина.

## Демографија
По попису из 2010. године број становника је 8.165, што је 1.561 (23,6%) становника више него 2000. године.
| Група             | 2000.         | 2010.         |
| Белци             | 5.264 (79,7%) | 5.919 (72,5%) |
| Афроамериканци    | 557 (8,4%)    | 749 (9,2%)    |
| Азијати           | 207 (3,1%)    | 344 (4,2%)    |
| Хиспаноамериканци | 517 (7,8%)    | 993 (12,2%)   |
| Укупно            | 6.604         | 8.165         |